# Manannán mac Lir
Manannán mac Lir és una deïtat aquàtica en la mitologia irlandesa. És el fill de Lir (en irlandès el nom és "Lear" que vol dir "mar"; "Lir" és el genitiu de la paraula). És vist com un psicopomp i està estretament lligat amb l'Altre Món. És comunament associat amb Tuatha Dé Danann, encara que la majoria dels experts consideren que Manannán pertany a una raça més antiga de deïtats. Té fortes associacions amb l'Altre Món. Manannán apareix àmpliament en la literatura irlandesa, apareix també en llegendes escoceses i manx. És l'equivalent de la deïtat gal·lesa Manawydan fab Llŷr.

## Folklore i mites
Segons el llibre «Leabbar Ghabbalá» seria un guerrer dels Tuatha Dé Danann, descendent d'Elatha i possiblement rei dels Fomorés:
Manannán és presentat com a rei d'Emain Ablach (que significa "Illa de les Pomes"), sovint identificada com "Terra Promesa", "Illa de les Dones" o Avalon per la seva semblança. A nivell geogràfic se la sol identificar amb l'Illa de Man, però és probable que l'illa hagi pres el nom després basant-se en la tradició. A més Mac Lir governa sobre els mars circumdants d'Emain Ablach.
Manannán es va casar amb Fand, una dona del poble dels Danann qui posteriorment seria identificada com a "reina de les fades". Ella l'enganyaria amb l'heroi del cicle d'Ulster, Cu Chulainn. Una altra dona amb qui es diu que va estar casat va ser amb Aife (o Aiofe) i després de la seva mort la pell va ser utilitzada per crear el sac o bossa màgica de Mac Lir.
De vegades es diu que Mac Lir va estar casat o va tenir un romanç amb Áine, la deessa solar de l'amor. En altres ocasions, Manannán se'l presenta com a pare d'Áine, Niamh i Clíodhna.

## Atributs
Mac Lir és un poderós bruixot, posseeix una capa que canvia de color segons en el paisatge en què es trobi, mimetitzant-se. Posseeix un casc que enlluerna als seus enemics, una cuirassa invulnerable, una bossa màgica feta de pell de grua que conté molts tresors, també posseeix l'espasa Frecraid o Fragarach (que significa "la que respon") amb un tall capaç de traspassar qualsevol malla o armadura i posseeix un vaixell que solca el mar sense necessitat de tenir rems ni veles.
Ell té el grau de "Feth Fiada" o "Amo de la Boira" que utilitza quan vol amagar-se a si mateix o alguna cosa.